# Brevetto dell'essere vivente
Il brevetto è una tutela legale applicabile a invenzioni umane che soddisfino i tre criteri di novità, di utilità alla risoluzione di un problema e di possibilità d'applicazione industriale.
Il materiale biologico, in quanto esistente in natura, sembrerebbe quindi non rispondere al primo criterio; tuttavia il primo brevetto di un essere vivente fu concesso dall'US Patent Office nel 1873 per un ceppo di lievito responsabile della fermentazione della birra, a titolo di Louis Pasteur.

## Brevetto di materiale biologico
Se il materiale biologico per sé non è brevettabile, così come gli esemplari di esseri viventi ottenuti mediante riproduzione e incroci selettivi, è tuttavia ritenuto lecito brevettare parti di organismi viventi opportunamente isolate e riprodotte sinteticamente, delle quali sia stata indicata l'utilità tecnica.
Brevetti celebri sono quelli dell'Insulina, dell'Adrenalina e dell'Aspirina, basati sulla sintesi di principi attivi presenti in natura o di ormoni prodotti dal corpo umano.
Negli ultimi tre decenni lo sviluppo delle biotecnologie e di conseguenza le pressioni delle società operanti nel settore, hanno fatto sì che nella legislazione di molte nazioni venissero ulteriormente estesi i criteri di brevettabilità a geni e a piante e animali modificati geneticamente. Ciò può esser visto come un'estensione del diritto di proprietà intellettuale a campi del sapere relativamente nuovi, oppure come una grave minaccia alla biodiversità, al benessere economico di allevatori, coltivatori e cittadini di paesi in via di sviluppo.
Di fatto i TRIPs, ovvero “Trade-Related Aspects of Intellectual Property Rights”, sottoscritti nel 1994, hanno aperto la strada a una serie di provvedimenti in materia, recepiti anche dall'Unione europea nel 1998.

## I TRIPs in relazione al brevetto biologico
I TRIPs disciplinano il diritto della proprietà intellettuale all'interno del WTO, ovvero l'associazione mondiale del commercio.
L'articolo 27 del trips agreement,Patentable Subjects Matters, riguarda ciò che non può beneficiare di brevetti: sono escluse le invenzioni pregiudizievoli all'ordine pubblico, alla morale e al benessere e alla vita di ambiente, piante, e animali.
Nel paragrafo tre del medesimo articolo, vengono indicate le categorie per le quali i Paesi membri possono non prevedere
brevetti:
- Metodi diagnostici, terapeutici e chirurgici per il trattamento di uomini e animali;
- Piante, animali, microrganismi, e in generale procedimenti biologici, che non siano microbiologici o non biologici finalizzati alla produzione di piante e animali.

In particolare, nel paragrafo 3(b) del medesimo articolo viene anche disposta la protezione sui generis delle specie vegetali da parte dei paesi che non la prevedessero già per mezzo di brevetti.

### Critiche e vuoti legislativi
Il capitolo è stato al centro di un acceso dibattito a causa della labilità della definizione di tutela  sui generis.
L'articolo è rimasto invariato, nonostante le proteste sollevate dall'India e da molti Stati africani che non sono in grado di applicare tali norme in un campo tanto delicato come quello agroalimentare.
Inoltre i trattati disattendono al Trattato di Rio de Janeiro sulla biodiversità, in particolare sui temi di biopirateria e libero scambio dell'informazione e della conoscenza; i TRIPs infatti non prevedono né il consenso della nazione o dell'individuo dal quale vengono prelevati i campioni usati a fini di ricerca, né riconoscono il sapere non scientifico, o cosiddetto sapere indigeno.

## Dichiarazione di Rio
La Dichiarazione di Rio, sottosocritta nel 1992 dall'UNEP, traccia ventisette principi fondamentali per il raggiungimento dello sviluppo sostenibile, con un occhio di riguardo ai paesi in via di sviluppo.
Il principio 12 dichiara:
Gli Stati dovrebbero cooperare al fine di promuovere un sistema economico internazionale che porti in tutte le Nazioni crescita economica e sviluppo sostenibile, in modo da gestire meglio i problemi derivanti dal degrado ambientale. Le misure di politica commerciale non dovrebbero costituire strumento di discriminazione arbitraria e ingiustificata o di restrizione dissimulata nel campo del commercio internazionale.
Notevole importanza viene accordata al ruolo delle comunità e della cittadinanza. In dettaglio, è riconosciuto il sapere popolare, locale e indigeno come custode di una vasta ricchezza che rischia di andar perduta, come si evince dal principio 22:
I popoli indigeni, le loro comunità e altre comunità locali rivestono un ruolo fondamentale nella gestione ambientale e nello sviluppo, in virtù del loro sapere e delle loro pratiche tradizionali. Le Nazioni dovrebbero riconoscere e sostenere le loro identità, cultura e interessi, e rendere possibile la loro effettiva partecipazione al raggiungimento dello sviluppo sostenibile.
Ciò costituisce una presa di posizione contro il fenomeno della biopirateria, per il quale imprese farmaceutiche, chimiche e agricole ricercano e prelevano materiale biologico all'estero ai fini della loro attività di ricerca (attività detta in inglese "bioprospecting") senza informarne le popolazioni della zona interessata né versare un contributo economico.

## Legislazione italiana in merito: legge 78/2006
L'Italia ha recepito la direttiva europea nella legge n. 78 del 2006 aggiungendo molte deroghe ai criteri di brevettabiltà nell'articolo 4.
Oltre a piante e animali ottenuti mediante metodi biologici, e trattamenti terapeutici e diagnostici per uomini e animali vengono inclusi:
- ogni procedimento tecnologico di clonazione umana, qualunque sia la tecnica impiegata, il massimo stadio di sviluppo programmato dell'organismo clonato e la finalità della clonazione;
- i procedimenti di modificazione dell'identità genetica germinale dell'essere umano;
- ogni utilizzazione di embrioni umani, ivi incluse le linee di cellule staminali embrionali umane;
- i procedimenti di modificazione dell'identità genetica degli animali, atti a provocare su questi ultimi sofferenze senza utilità medica sostanziale per l'essere umano o l'animale, nonché gli animali risultanti da tali procedimenti;
- le invenzioni riguardanti protocolli di screening genetico, il cui sfruttamento conduca ad una discriminazione o stigmatizzazione dei soggetti umani su basi genetiche, patologiche, razziali, etniche, sociali ed economiche, ovvero aventi finalità eugenetiche e non diagnostiche;
- ogni procedimento tecnico che utilizzi cellule embrionali umane.

Oltre a scongiurare la clonazione umana, come la direttiva europea già prevede, la legge italiana esprime la volontà di tutelare l'embrione umano; sono introdotti vari provvedimenti atti ad evitare trattamenti o discriminazioni su base eugenetica nei confronti di persone ed embrioni, ed è esclusa la ricerca su cellule staminali umane germinali, dette anche cellule staminali.
Nell'articolo 5, par. 2, viene decretato necessario specificare e citare il Paese d'origine dei campioni biologici necessari allo sviluppo del brevetto, riconoscendo le regole locali in materia; al paragrafo 3, si obbliga ad allegare dichiarazione di consenso informato, in caso di brevetti riguardanti campioni di origine umana (geni, ormoni, etc) da parte del soggetto che li ha forniti.

## Casi controversi

### Sequenza MO
Il 20 ottobre 1976, John Moore venne splenectomizzato, a causa di una forma di leucemia (hairy cell leukemia) presso l'ospedale della University of California. Nell'agosto 1979, Golde riesce ad isolare un clone di cellule T, nel marzo 1984 ne chiede ed ottiene il brevetto U.S.A. Patent 4,438,032 e successivamente lo commercializza. La sequenza Mo venne poi venduta alla Sandoz.
Da questo fatto ne emerse una causa legale tra Moore e l'University of California.
La sentenza definitiva dichiarò:
- Moore non ha alcun diritto (anche economico) sulle sue cellule eliminate.

- Il medico ha il dovere di informare il paziente dei suoi interessi finanziari.

- La corte ha sostenuto ciò sostenendo che le cellule del sig. Moore non sono più uniche della formula dell'emoglobina.

### Hagahai
Gli Hagahai sono un popolo di cacciatori-raccoglitori che vive nella Papua-Nuova Guinea. Alcune persone di questa tribù venne in contatto con l'antropologa Carol Jenkins che, in contatto con l'U.S. National Institutes of Health, trovò che molte persone portavano un virus responsabile di leucemia a cellule T. Usando il sangue di un soggetto non identificato, stabilirono un clone. Nel marzo 1995 fu emesso il brevetto USA United States Patent 5,397,696 applies to "a human T-cell line (PNG-1).
Successivamente in seguito alle proteste internazionali il brevetto è stato ritirato.

### Oncotopo o topo di Harvard
Trattasi di un topo che fu geneticamente modificato con l'inserimento di un oncogene. Ovviamente ciò provocò la aumentata sensibilità di questo topo ai tumori, rendendolo adatto al campo della ricerca.

Nella metà degli anni ottanta furono emessi brevetti in USA, Canada, Europa, Giappone.
Dopo molte controversie il brevetto è stato ammesso in Canada.
Dopo molte controversie il brevetto è stato ammesso in Unione Europea.
Il brevetto è stato concesso e scaduto nel 2005. Diversamente da altri paesi, non vi è stata nessuna corte a decidere della validità del brevetto.

### Diamond versus Chakrabarty
Trattasi del primo brevetto al mondo su un essere vivente.

Ananda Mohan Chakrabarty, ingegnere genetico della General Electric, ha modificato un batterio (del genere Pseudomonas) capace di digerire il petrolio, batterio utile nel caso di disastro ambientale. Richiese quindi il brevetto, ma l'Ufficio Brevetti USA gli rispose che non si potevano brevettare gli esseri viventi.

La Corte d'Appello USA dei Brevetti si dimostrò a favore di Chakrabarty, affermando che "il fatto che i microoganismi siano vivi, non ha alcun significato dal punto di vista della legge sui brevetti".

La commissione per i brevetti si appellò alla Corte Suprema.
Il 16 giugno 1980 sostennero che:Un microorganismo human-made è brevettabile sotto la legge statunitense dei brevetti (Patent Act). Il suddetto microorganismo costituisce un "manufatto" o composizione di materia all'interno di tale legge.

Chi inventa o scopre ogni nuovo e utile processo, macchina, manifattura, o composizione di materia, o qualsiasi nuovo e utile miglioramento degli stessi, può ottenere un brevetto medesimo, soggetto alle condizioni ed ai requisiti del presente titolo.

I dissenzienti si attaccarono principalmente a:
Non esiste un vuoto legislativo USA, in quanto il Plant Patent Act del 1930 ed il Plant Variety Protection Act del 1970 permettono il brevetto sulle piante sotto particolari circostanze.
Su questo campo minato è stato emesso il primo brevetto sul vivente.
È inoltre da notare come il batterio, sia stato modificato, a partire da un vivente noto da sempre in natura.

### Il fagiolo Enola
Il fagiolo Enola è una varietà del fagiolo giallo messicano, così chiamato dalla moglie dell'uomo che la brevettò per la sua distinta tonalità di giallo. Il detentore del brevetto successivamente citò un grande numero di importatori di fagioli gialli messicani con il seguente risultato: “le vendite all'esportazione crollarono immediatamente di oltre il 90% tra gli importatori che avevano venduto questi fagioli per anni, causando un danno economico a più di 22000 fattori del nord messico che vendevano principalmente questo prodotto”. Una legge ha proceduto a passo di lumaca ed un appello sarà ascoltato il 16 gennaio 2008.
Il 28 aprile 2008 il brevetto è stato rigettato dal U.S. Patent & Trademark Office di Washington. I possessori del brevetto potranno appellarsi alla corte federale:
I contadini non saranno compensati degli otto anni di impossibilità di coltivare e vendere il fagiolo Enola.

Il 10 giugno 2009 il tribunale d'Appello della Corte federale degli Stati Uniti, ha negato alcuna validità al brevetto № 5.894.079 che riguarda appunto questo fagiolo)

## Accelerazione nel brevettare esseri viventi
Negli ultimi anni, in vista del probabile cambio climatico, si stanno brevettando sempre più piante resistenti al clima più caldo, alla siccità, alla salinizzazione del suolo.

I colossi interessati, appartenenti a quelli dell'agroalimentare e delle sementi, sono: Monsanto, Bayer, Basf, Syngenta, DuPont. I brevetti rilasciati sono centinaia.
In particolare sono state presentate 532 richieste di brevetti (per un totale di 55 "invenzioni uniche presentati a diversi uffici brevetti") per geni resistenti al clima, in tutto il mondo. In questo modo, di fronte al probabile caos climatico, le multinazionali delle sementi stanno cercando di monopolizzare il mercato..

## Frontiere future
Le frontiere future, anche per aggirare le cause legali sul bioprospecting sono:

- produrre direttamente forme di vita in laboratorio, come nel caso del Mycoplasma laboratorium

- Bioprospecting in deep seabed genetic resources (risorse genetiche del mare profondo), anche per evitare le giurisdizioni nazionali

## Cellule staminali
Esistono molte controversie per quanto concerne il materiale genetico presente negli esseri umani, quali ad esempio sequenze di DNA.
Le ragioni di questa controversia sono meno chiare negli USA, il cui processo di brevetto differisce da quello del resto del mondo.

Il termine invenzione deve dimostrare di avere una "utilità", invece che una applicazione industriale. In accordo con Nielson and Whittaker (2002), la nozione di utilità è meno specifica e significa solo che è utile..
Molti al di fuori degli USA si stanno sforzando di rivoltare le regole del brevetto per le Cellule staminali. Nel dicembre 2006 la Germania creò un importante precedente, con l'annullamento della validità del brevetto sulle Staminali. In linea generale la European Patent Office ha stabilito che le linee di Staminali non possano essere brevettate.
La reazione contro la brevettabilità delle Staminali sta avvenendo anche in USA, ma in tono minore.
Ultimamente 2 organizzazioni non profit si sono appellate contro la brevettabilità delle stesse: ovvero la Foundation for Taxpayer & Consumer Rights, la Public Patent Foundation e la biologa molecolare Jeanne Loring del Burnham Institute.
Esse stanno combattendo contro la validità dei brevetti sostenendo che due dei brevetti coprono una tecnica pubblicata nel 1992, già brevettata da uno scienziato australiano.
Auspicano che le tecniche ed i processi associati alla scoperta, potrebbero essere brevettabili, ma non l'effettivo materiale biologico stesso. Ad esempio, si potrebbe supporre che un gene associato a cancro non possa essere brevettato, ma potrebbe invece essere brevettato il test utilizzato per individuare il gene stesso.

## Brevetti
| Agrigenetics, Inc. Mycogen Seeds(Dow Agrosciences)                               | US7273970 | Inbred corn line BE1146BMR                           |  | 2007-09-25, 2003-10-03  |
| Agrigenetics, Inc. Mycogen Seeds(Dow Agrosciences)                               | US20050076401A1 | Inbred corn line 4VP500                              |  | 2005-04-07, 2003-09-15  |
| Agrinomics LLC (Joint venture – Exelixis Plant Sciences and Aventis CropScience) | EP1685242A4 WO05002326A3 US20070266454A1 | Plants with improved drought tolerance               |  | 2007-12-12, 2004-06-23  |
| Agrinomics LLC (Joint venture – Exelixis Plant Sciences and Aventis CropScience) | US20070266453A1 WO05002325A3 | Generation of plants with improved drought tolerance |  | 2007-11-15 2004-06-23   |
| BASF Plant Science GmbH and Performance Plants, Inc.                             | US20080072350A1 WO03012116A2 WO0216625A3 US20060037108A1 US20060031966A1 US20060021092A1 US20040219525A1 US20040010821A1 US20030204865A1 US7262338 US7172881 JP2004521610T2 EP1421197A2 EP1349946A2 CN1564869A CA2456050AA CA2420325AA BR0113512A AU0188478A5 ZA0301579A | Polynucleotides encoding plant prenyl proteases      |  | 2008-03-20, 2007- 07-17 |